# Francisco Algora
Francisco Javier Jiménez Algora, conocido como Paco Algora (Madrid, 7 de diciembre de 1948 - Puerto Real, Cádiz, 30 de marzo de 2016) fue un actor español.

## Biografía
Nació el 7 de diciembre de 1948 en el Observatorio Astronómico de Madrid, donde su padre trabajaba de portero. A los trece años dejó el colegio y entró de botones en una distribuidora de películas, gracias a la vocación que le despertó Cómicos, de Juan Antonio Bardem. Desempeñó varios oficios para costearse los estudios e ingresar en el TEM. Debutó en escena con Carlos Lemos.
En 1968 se une a Los Goliardos y con el Teatro Experimental Independiente en el Pequeño Teatro del TEI.
Sobre las tablas ha trabajado con directores como Ángel Facio, William Layton, José Carlos Plaza, Miguel Narros, José Luis Alonso y Lluís Pascual, entre otros. En 1971 se asoma a las pantallas de la mano de Miguel Picazo en TVE y de la de José María Forqué en el cine.
Entre otros premios cuenta con el Premio del CEC (Círculo de Escritores Cinematográficos) a la mejor interpretación estelar masculina en Tocata y fuga de Lolita (1974); el Popular de Pueblo (1974); Premio de la Unión de Actores (Mejor Secundario); nominaciones a los Premios Goya; Premio Sant Jordi 2004 (Mejor actor 1998) por su trabajo en Barrio; Premio Pepe Isbert por su aportación al cine (2002).
En 1984 se apartó del teatro y en 1991 se trasladó a Cádiz, instalándose en Vejer de la Frontera. En 2004 publicó la obra teatral Me llamo Jonás, prologado por Fernando Fernán Gómez. En 2006, con el corto Manolo Global SA, ganó el premio de interpretación del Festival de cortos de Jerez. En 2009 inició su colaboración con el colectivo "Atrapasueños", en el proyecto "Poesía Viva" que pretende llevar la poesía a los más diversos espacios y recuperar autores como Blas de Otero, Miguel Hernández y León Felipe, entre otros. En julio de 2009 publicó el poemario: Romance de locos, coplas de ciego.
Volvió al mundo teatral con Bruno Boëglin, para el montaje de Koltès voayage, estrenado en Lyon en noviembre de 2009.

## Muerte
Falleció el 30 de marzo de 2016 a los 67 años en el hospital de Puerto Real, en Cádiz, a causa de un cáncer de pulmón contra el que llevaba más de un año luchando.

## Premios
Medallas del Círculo de Escritores Cinematográficos
| Año  | Categoría   | Película                | Resultado |
| ---- | ----------- | ----------------------- | --------- |
| 1974 | Mejor actor | Tocata y fuga de Lolita | Ganador   |

## Filmografía

### Largometrajes
| Año  | Título                                                | Personaje                           | Director                                         |
| ---- | ----------------------------------------------------- | ----------------------------------- | ------------------------------------------------ |
| 1972 | Soltero y padre en la vida                            | Amigo de Alonso                     | Javier Aguirre Fernández                         |
| 1972 | La cera virgen                                        | Matías                              | José María Forqué                                |
| 1973 | La banda de Jaider                                    | Andreas Hofleitner                  | Volker Vogeler                                   |
| 1973 | Habla, mudita                                         | El Mudo                             | Manuel Gutiérrez Aragón                          |
| 1974 | Tocata y fuga de Lolita                               | Nicolás Pérez Lobo 'Nicolai'        | Antonio Drove                                    |
| 1974 | Tamaño natural                                        | Español en fiesta                   | Luis García Berlanga                             |
| 1975 | Yo soy Fulana de Tal                                  | Afrodisio                           | Pedro Lazaga                                     |
| 1975 | País, S.A.                                            | Manuel Hernández                    | Antonio Fraguas 'Forges'                         |
| 1976 | Nosotros que fuimos tan felices                       | Paco                                | Antonio Drove                                    |
| 1976 | Las delicias de los verdes años                       | Mauro Pacheco                       | Antonio Mercero                                  |
| 1976 | La viuda andaluza                                     | Rampín                              | Francesc Betriu                                  |
| 1976 | Bruja, más que bruja                                  | Juan                                | Fernando Fernán Gómez                            |
| 1977 | Me siento extraña                                     | Lucio                               | Enrique Martí Maqueda                            |
| 1977 | Secretos de alcoba                                    | Serafín                             | Francisco Lara Polop                             |
| 1977 | La oscura historia de la prima Montse                 | Hombre pidiendo fuego               | Jordi Cadena                                     |
| 1977 | El puente                                             | Venancio                            | Juan Antonio Bardem                              |
| 1977 | Ésta que lo es...                                     | Andrecito                           | Ramón 'Tito' Fernández                           |
| 1977 | `Niñas... al salón                                    | Cachelo                             | Vicente Escrivá                                  |
| 1978 | Soldados                                              | El Tellina                          | Alfonso Ungría                                   |
| 1978 | Sonámbulos                                            | Miembro del comité de la biblioteca | Manuel Gutiérrez Aragón                          |
| 1978 | La mujer de la tierra caliente                        | Goyo                                | José María Forqué                                |
| 1978 | Un hombre llamado Flor de Otoño                       | Surroca                             | Pedro Olea                                       |
| 1978 | Una familia decente                                   | Tomás Torres                        | Lluís Josep Comerón                              |
| 1979 | El buscón                                             | Pablos, el Buscón                   | Luciano Berriatúa                                |
| 1979 | Mi adúltero esposo                                    | Luis                                | Joaquín Coll Espona                              |
| 1979 | La insólita y gloriosa hazaña del cipote de Archidona | Andrés                              | Ramón 'Tito' Fernández                           |
| 1979 | El gran atasco                                        | Conductor de ambulancia             | Luigi Comencini                                  |
| 1979 | Tiempos de constitución                               |                                     | Rafael Gordon                                    |
| 1980 | Los fieles sirvientes                                 | Natalio                             | Francesc Betriu                                  |
| 1980 | Todos me llaman 'Gato'                                | Chato                               | Raúl Peña                                        |
| 1981 | La momia nacional                                     | Saturnino                           | José Ramón Larraz                                |
| 1981 | Kargus                                                | Tachador 2                          | Juan Miñón y Miguel Ángel Trujillo               |
| 1981 | Gay Club                                              | Tony                                | Ramón 'Tito' Fernández                           |
| 1982 | La Colmena                                            | Ramón Maello                        | Mario Camus                                      |
| 1984 | Fanny Pelopaja                                        | Julián                              | Vicente Aranda                                   |
| 1985 | Réquiem por un campesino español                      | Zapatero                            | Francesc Betriu                                  |
| 1986 | Tiempo de silencio                                    | Amador                              | Vicente Aranda                                   |
| 1987 | La guerra de los locos                                | Domi                                | Manolo Matji                                     |
| 1987 | Cara de acelga                                        | Cocinero                            | José Sacristán                                   |
| 1988 | Diario de invierno                                    | Culebrero                           | Francisco Regueiro                               |
| 1988 | El Dorado                                             | Llamoso                             | Carlos Saura                                     |
| 1989 | Xenia                                                 |                                     | Patrice Vivancos                                 |
| 1991 | Tramontana                                            | Herbolario                          | Carlos Pérez Ferré                               |
| 1993 | El hombre de la nevera                                | Roque                               | Vicente Tamarit                                  |
| 1995 | Mar de luna                                           |                                     | Manolo Matji                                     |
| 1996 | Matías, juez de línea                                 | El lugarteniente - 'Metralla'       | Santiago Aguilar Alvear y Luis Guridi            |
| 1997 | El tiempo de la felicidad                             | Cartero                             | Manuel Iborra                                    |
| 1998 | El abuelo                                             | Don Carmelo                         | José Luis Garci                                  |
| 1998 | Barrio                                                | Ángel                               | Fernando León de Aranoa                          |
| 1998 | Las ratas                                             | Antoliano                           | Antonio Giménez-Rico                             |
| 1999 | Pepe Guindo                                           | Maquinista                          | Manuel Iborra                                    |
| 2000 | You're the one (Una historia de entonces)             |                                     | José Luis Garci                                  |
| 2001 | Lázaro de Tormes                                      | Ventero                             | Fernando Fernán Gómez y José Luis García Sánchez |
| 2002 | Historia de un beso                                   | Don Lino                            | José Luis Garci                                  |
| 2002 | Nos miran                                             | Muñoz                               | Norberto López-Amado                             |
| 2002 | La balsa de piedra                                    | Capataz Espana                      | George Sluizer                                   |
| 2004 | Tiovivo C.1950                                        | Povedano                            | José Luis Garci                                  |
| 2004 | Rojo sangre                                           | Martin Argote                       | Christian Molina                                 |
| 2005 | La vida perra de Juanita Narboni                      | Dedé                                | Farida Belyazid                                  |
| 2007 | La luna en botella                                    | Tomás                               | Grojo                                            |
| 2007 | Luz de domingo                                        | Chanfaina                           | José Luis Garci                                  |
| 2007 | Dos rivales casi iguales                              | Cura Echarren                       | Miguel Ángel Calvo Buttini                       |
| 2008 | Sangre de mayo                                        | Escritor Comella                    | José Luis Garci                                  |
| 2009 | Un ajuste de cuentas                                  | Aurelio Ferrer                      | Manane Rodríguez                                 |

### Cortometrajes
| Año  | Título                       | Personaje   | Director                       |
| ---- | ---------------------------- | ----------- | ------------------------------ |
| 1974 | Jaula de todos               |             | Paulino Viota                  |
| 1975 | En un país imaginario        |             | Fernando Colomo                |
| 1976 | Araña y cierra España        |             | Antonio del Real               |
| 1976 | Usted va a ser mamá          |             | Fernando Colomo                |
| 1981 | Nostalgia de comedia muda    |             | Antonio Navarro y Javier Reyes |
| 1989 | La dama del bosque           |             | Luciano Berriatúa              |
| 1995 | Cien años de cine            | Padre       | Roberto Lázaro                 |
| 1999 | El cumplido                  | Raimundo    | Rafa Russo                     |
| 2000 | El último bolero             |             | Guillermo Sempere              |
| 2001 | Retruc                       | Camarero    | Francesc Talavera              |
| 2001 | Esa habitación del demonio   | Viric       | Grojo                          |
| 2004 | Amigo no gima                | Don Miguel  | Iñaki Peñafiel                 |
| 2006 | Río seco                     |             | José Manuel Serrano Cueto      |
| 2008 | Manolo global                | Manolo      | César Esteban Alenda           |
| 2010 | La orquesta de las mariposas | Federico    | Isabel Soria                   |
| 2012 | La buena educación           | Don Octavio | Sergio Postigo                 |

### Televisión
| Año  | Título                            |
| ---- | --------------------------------- |
| 1972 | Hora once                         |
| 1972 | Teatro de siempre                 |
| 1973 | Novela                            |
| 1973 | Otoño romántico                   |
| 1976 | Curro Jiménez                     |
| 1980 | Fortunata y Jacinta               |
| 1980 | Cervantes                         |
| 1983 | El mayorazgo de Labraz            |
| 1984 | Cosas de dos                      |
| 1986 | El rey y la reina                 |
| 1987 | Candel                            |
| 1989 | Morir para vivir                  |
| 1989 | Primera función                   |
| 1991 | El Quijote de Miguel de Cervantes |
| 1991 | Réquiem por Granada               |
| 1992 | No sé bailar                      |
| 1992 | Crónicas urbanas                  |
| 1994 | Villarriba y Villabajo            |
| 2000 | Hospital Central                  |
| 2001 | Paraíso                           |
| 2005 | Amar en tiempos revueltos         |